# Нанг-Сянь
Нанг-Сянь (тиб. སྣང་རྫོང་, Вайли: snang rdzong, кит. упр. 朗县, пиньинь Lǎng xiàn, палл. Лан сянь) — уезд в городском округе Ньингчи, Тибетский автономный район, КНР.

## История
Уезд был создан в 1959 году и вошёл в состав Специального района Шаньнань.
В 1986 году был создан округ Ньингчи, и уезд вошёл в его состав.

## Административное деление
Уезд делится на 3 посёлка и 3 волости:
- Посёлок Нанг(朗镇)
- Посёлок Зонгда (仲达镇)
- Посёлок Донгга (洞嘎镇)
- Волость Джиндонг (金东乡)
- Волость Ладо (拉多乡)
- Волость Денгму (登木乡)